# بارتولومه کالاتایود
بارتولومه کالاتایود (به انگلیسی:Bartolomé Calatayud) (متولد 1882،وفات1973 - 91 سال) ، آهنگسازی اهل جزیره مایورکا در شرق اسپانیا بود.وی در سال 1889 دیپلم افتخاری کلاس 1 را از مرکز آموزشی کارگردان پالما، به دلیل دانش خوب در نوازندگی گیتار دریافت کرد. اولین معلم او در مسیر یادگیری موسیقی، پدرو آنتونیو و پس از او آنتونیو گومز بود. بارتولومه در ادامه توسط فرانسیسکو تورژا در والنسیا به ادامه یادگیری موسیقی پرداخت. از جمله فعالیت‌های بارتولومه میتوان به همکاری او با دی انتونیو در زمینه آهنگسازی و تحقیقات اشاره کرد.
وی کنسرت‌هایی را در اسپانیا،فرانسه،سوئیس،پرتغال و الجزایر برگزار نمود و با گروه کر و رقص اسپانیایی در آمریکای جنوبی به برگزاری تور پرداخت. او در مایورکا آهنگ‌های بسیاری برای گیتار کلاسیک نوشت همچنین در کنار این فعالیت‌ها به تدریس موسیقی می‌پرداخت. بسیاری از آثار به جا مانده از بارتولومه برای گیتار، براساس موسیقی عامیانه کاتالان می‌باشد.
اگرچه بارتولومه در دنیای گیتار کلاسیک کمتر شناخته شده است ، اما از او قطعه های بسیار هیجان انگیزی برای گیتار کلاسیک باقی مانده است.  او در سال های پایانی تحصیلات خود شاگردان زیادی در مایورکا داشت.

## برخی از کار های او در زمینه گیتار
- Alegre Campina E Major
- Alegre Primavera E Major
- Boceto Andaluz
- Cuatro Piezas Faciles Para Guitarra: Vals, Cancion De Cuna, Romanza, Pasodoblillo
- Cuatro Juguetes: Boceto Andaluz, Gavotta, Danza, Minueto
- Cubanita A Major
- Danza Espanola E Minor
- Danza Popular De Campdevanol A Major
- Dos Piezas Para Guitarra: Bolero, El Majo
- Dos Piezas Para Guitarra: Bagatela, Gavota
- Estampa Gitana D Minor
- Galop G Major
- Gavota Facil A Major
- Guarjirita - Sobre Temas Populares D Major
- Habanera A Minor
- Marcha Hungara A Minor
- Marcha Militar A Major
- Minueto E Major
- Nostalgia E Minor
- Pequena Tarantela F# Minor
- Sonatina No. 1 A Minor
- Sonatina No. 2 D Minor
- Suite Antiqua: Antante, Zarabanda, Pavana, Minueto, Rondino
- Tango Argentino A Minor
- Tango D Major
- Tres Canciones Populares Catalanas: Muntanyes Regalades, La Preso De Lleida, La Pastoreta
- Tres Piezas Faciles Para Guitarra: Cajita De Musica, Divertimento, Melodia
- Tres Piezas Para Guitarra: Mazurka, Caramba!(Habanera), Canconeta
- Tres Piezas Para Guitarra: Lamento Gitano - Solea, Fandanguillo, Bulerias
- Triptico Para Una Dama: Bondad, Simpatia, Alegria
- Una Caricia E Major
- Vals E Minor
- Vals Y Mazurka
- Zambra D Minor